# 证券市场线
證券市場線（英語：Securities Market Line，縮寫：SML），在現代投資組合理論下是資本資產定價模型（CAPM）的圖示形式，它顯示總體的期望報酬與系統風險之間的關係。
{\displaystyle \mathrm {SML} :E(R_{i})=R_{f}+\beta _{im}(E(R_{m})-R_{f})\,}

CAPM的證券市場線

當一個單一資產落在證券市場線的上方，代表在同樣風險下有比較高的報酬，也就是資產被低估，應該買進；當落於證券市場線下方，代表資產被高估，應該賣出。